# Liste der Kulturdenkmäler in Gönnersdorf (bei Bad Breisig)
In der Liste der Kulturdenkmäler in Gönnersdorf sind alle Kulturdenkmäler der rheinland-pfälzischen Ortsgemeinde Gönnersdorf aufgeführt. Grundlage ist die Denkmalliste des Landes Rheinland-Pfalz (Stand: 12. Juni 2023).

## Einzeldenkmäler
| Bezeichnung                    | Lage                                   | Baujahr                   | Beschreibung | Bild                           |
| ------------------------------ | -------------------------------------- | ------------------------- | --- | ------------------------------ |
| Wohnhaus                       | Borngasse 4 Lage                       | 17. oder 18. Jahrhundert  | Fachwerkhaus, wohl aus dem 17. oder 18. Jahrhundert | BW                             |
| Pfarrhaus                      | Borngasse 5 Lage                       | 1884                      | Fachwerkbau, teilweise massiv, 1884; Gesamtanlage mit Ökonomietrakten | BW                             |
| Hofanlage                      | Hauptstraße 14 Lage                    | 1563                      | zweigeschossiger, verputzter Bruchsteinbau, ehemaliger Schildgiebel, Dachtragewerk datiert 1563, Nebengebäude aus dem 19. Jahrhundert                                                      | BW                             |
| Katholische Kirche St. Stephan | Hauptstraße 16a Lage                   | Ende des 13. Jahrhunderts | Chor und Westturm, Ende des 13. Jahrhunderts, Schiffsumgestaltung im 18. Jahrhundert, Turmveränderung 1927; außen: Grotte und Kreuz, 19. Jahrhundert; Grabplatte, 17. oder 18. Jahrhundert | weitere Bilder Fotos hochladen |
| Bildstock                      | Hauptstraße, Ecke Zissener Straße Lage |                           | Bildstock | weitere Bilder Fotos hochladen |
| Friedhofskreuz                 | Neustraße, auf dem Friedhof Lage       | 1731                      | Friedhofskreuz, Nischentyp, bezeichnet 1731 | weitere Bilder Fotos hochladen |
| Heiligenhäuschen               | Zissener Straße Lage                   | 19. Jahrhundert           | Heiligenhäuschen, wohl aus dem 19. Jahrhundert | weitere Bilder Fotos hochladen |